# 根本和政
根本 和政（ねもと かずまさ、1966年5月30日 - ）は、東京都出身 の映画監督・ドラマ監督・演出家・脚本家。

## 概要
1989年公開の映画『北緯15°のデュオ』で助監督を務め、1990年以降はドラマ『相棒』シリーズを手掛ける和泉聖治監督に師事 。テレビドラマ『アンフェア』『メン☆ドル 〜イケメンアイドル〜』『恋して悪魔〜ヴァンパイア☆ボーイ〜』『押忍!!ふんどし部!』等の連続ドラマ、テレビドラマ『アンフェア the special ダブル・ミーニング〜二重定義』、『黒蜥蜴』など数多くの作品を演出。『バニラボーイ トゥモロー・イズ・アナザー・デイ』で映画監督デビュー 。
ツイッターのアカウント名『strap 根本和政』は、監督を務めた『バニラボーイ トゥモロー・イズ・アナザー・デイ』の完成披露試写会に登壇した際、主演のSixTONESメンバーのジェシーから、小さくて携帯ストラップの様だ、と例えられたことからあだ名として愛用している。

## 作品

### テレビドラマ
- 女優 夏木みどりシリーズ（1988年、フジテレビ系列TVドラマ、助監督/5）
- 世にも奇妙な物語（1990年-、フジテレビ系列TVドラマ、演出補）
- いつか好きだと言って（1993年、TBSテレビ系列TVドラマ、助監督）
- ツーハンマン（2002年、テレビ朝日系列TVドラマ、演出補佐)
- アンフェア（2006年、フジテレビ系列TVドラマ、監督/第7作・演出補/第1-4話、8-10話）
- メン☆ドル 〜イケメンアイドル〜（2008年、テレビ東京系列TVドラマ、第11話、第12話）
- キミ犯人じゃないよね?（2008年、テレビ朝日系列TVドラマ、演出補佐)
- 恋して悪魔〜ヴァンパイア☆ボーイ〜（2009年、フジテレビ系列TVドラマ、演出）
- 嬢王 Virgin（2009年、テレビ東京系列TVドラマ、演出）
- 時代劇法廷（2010年、時代劇専門チャンネル/日本映画衛星放送系列TVドラマ、演出)
- 新・ミナミの帝王（2010年〜、フジテレビ系列TVドラマ、演出/第2-7話、9話、11話、13話、15話）
- ギルティ 悪魔と契約した女（2010年、フジテレビ系列TVドラマ、演出補）
- クルマのふたり〜TOKYO DRIVE STORIES（2011年、TwellV系列TVドラマ、演出）
- アンフェア the special ダブルミーニング　シリーズ（2011年、フジテレビ系列TVドラマ、演出）
- 世にも奇妙な物語 2012年 春の特別編（2012年、フジテレビ系列TVドラマ、演出補）
- 東野圭吾ミステリーズ（2012年、フジテレビ系列TVドラマ、演出補）
- 押忍!!ふんどし部!（2013年、テレビ神奈川系列TVドラマ、総合演出/シーズン1）
- アンフェア ダブル・ミーニング〜Yes or No?（2013年、フジテレビ系列TVドラマ、演出）
- 同窓生〜人は、三度、恋をする〜（2014年、TBS系列TVドラマ、演出/第5話、8話、9話）
- 事件救命医〜IMATの奇跡〜(2014年、テレビ朝日系列TVドラマ、監督・演出/part2)
- 押忍!!ふんどし部!（2014年、テレビ神奈川系列TVドラマ、総合演出/シーズン2）
- アンフェア  the special ダブル・ミーニング〜連鎖（2015年、フジテレビ系列TVドラマ、演出）
- スペシャルドラマ  黒蜥蜴（2015年、フジテレビ系列TVドラマ、監督）
- あんみつ検事の捜査ファイル（2016年、TBS系列TVドラマ、演出）
- 外科医 鳩村周五郎（2016年、フジテレビ系列TVドラマ、監督/第14作）
- ラブドラマバラエティ50キュン恋愛物語（2016年、フジテレビ系列TVドラマ、演出）
- マッサージ探偵ジョー（2017年、テレビ東京系列TVドラマ、監督）
- 脳にスマホが埋められた!（2017年、日本テレビ系列TVドラマ、演出）
- 忘却のサチコ（2018年、テレビ東京系列TVドラマ、監督）
- サイレント・ヴォイス 行動心理捜査官・楯岡絵麻（2018年、テレビ東京系列TVドラマ・BSテレ東、演出/シーズン1）
- 時空探偵おゆう大江戸科学捜査（2019年、関西テレビ系列TVドラマ、監督）
- ミナミの帝王ZERO（2019年、関西テレビ系列TVドラマ、演出）
- サイレント・ヴォイス 行動心理捜査官・楯岡絵麻（2020年、テレビ東京系列TVドラマ・BSテレ東、演出/シーズン2）
- 行列の女神〜らーめん才遊記〜（2020年、テレビ東京系列TVドラマ、EDロール演出）
- その女、ジルバ（2021年、東海テレビ制作・フジテレビ系列TVドラマ、監督）
- テッパチ!（2022年、フジテレビ、演出）
- 最初はパー（2022年、テレビ朝日、演出）
- 育休刑事（2023年、NHK総合・NHK BS4K、演出）
- 全領域異常解決室（2024年、フジテレビ、演出）

### 映画
- 北緯15°のデュオ〜日本初の神風特別特攻隊の奇跡〜(1989年、助監督)
- アンフェア the movie（2007年、東宝系映画、助監督）
- バニラボーイ トゥモロー・イズ・アナザー・デイ（2016年、東宝系映画、監督）